# Merkare
Merkare là một pharaon Ai Cập thuộc giai đoạn cuối vương triều thứ 13 trong thời kỳ chuyển tiếp thứ Hai, ông đã trị vì trong một thời gian ngắn vào khoảng thời gian giữa năm 1663 TCN và 1649 TCN.

## Triều đại
Vì là một pharaon của vương triều thứ 13, Merkare sẽ cai trị toàn bộ khu vực Thượng Ai Cập từ Thebes hoặc toàn bộ khu vực Trung và Thượng Ai Cập từ Memphis. Vào thời điểm đó, khu vực phía Đông đồng bằng châu thổ sông Nile đang nằm dưới sự thống trị của vương triều thứ 14.
Theo nhà Ai Cập học Kim Ryholt, đã có không dưới 17 vị vua của vương triều thứ 13 đã cai trị trong một thời gian ngắn vào giai đoạn từ năm 1663 TCN cho tới năm 1649 TCN. Các học giả như Manfred Bietak và Ryholt đề xuất rằng sự bất ổn này là hệ quả của một nạn đói kéo dài và có lẽ một bệnh dịch đã bùng phát ít nhất là ở khu vực châu thổ và kéo dài cho tới giai đoạn cuối của vương triều thứ 13 và 14 vào khoảng năm 1650 TCN. Tình trạng suy yếu của cả hai vương quốc này có thể giải thích phần nào lý do tại sao họ lại sụp đổ một cách nhanh chóng trước sức mạnh đang lên của người Hyksos vào khoảng năm 1650 TCN.

## Chứng thực
Merkare chỉ được chứng thực thông qua cuộn giấy cói Turin, một bản danh sách vua được biên soạn vào giai đoạn đầu thời đại Ramesses. Theo nhà Ai Cập học Kim Ryholt, cuộn giấy này ghi lại prenomen của ông ở cột thứ 8, dòng thứ 18 (Mục 7.23 theo Gardiner). Cuộn giấy cói Turin đã bị hư hỏng ở đoạn cuối của vương triều thứ 13 và độ dài triều đại của Merkare đã bị mất trong một vết hổng.
Vị trí chính xác của Merkare trong biên niên sử không được biết chắc chắn do tình trạng hư hại của cuộn giấy cói Turin, mà chỉ cho phép phục dựng một cách phỏng đoán về giai đoạn cuối của vương triều thứ 13. Theo Ryholt thì ông là vị vua thứ 48 của vương triều này, trong khi Baker và von Beckerath lại coi ông như là vị vua thứ 47.